# Vital Vrbas
Vital Vrbas (code BELEX : VITL) est une entreprise serbe qui a son siège social à Vrbas, dans la province de Voïvodine. Elle est travaille dans le secteur agroalimentaire. Elle entre dans la composition du BELEXline, l'un des indices principaux de la Bourse de Belgrade.

## Histoire
L'origine de Vital Vrbas remonte à 1855. La société a été admise au libre marché de la Bourse de Belgrade le 12 avril 2006.

## Activités
La société Vital est spécialisée dans la production d'huiles et de graisses végétales. La société travaille dans le domaine de la transformation des oléagineux, notamment le tournesol ; elle produit et conditionne des huiles de tables et des margarines. Sa gamme  comprend l'huile de tournesol vendue sous la marque Vital, ainsi que diverses sortes margarines ; elle fabrique également de la  mayonnaise et de la mayonnaise allégée, vendues sous la marque Mayovita, du ketchup et du concentré de tomates, de la moutarde, du raifort ainsi que toutes sortes de graisses végétales destinées à l'industrie de la confiserie.

## Données boursières
Le 13 juin 2014, l'action de Vital Vrbas valait 769 RSD (6,65 EUR). Elle a connu son cours le plus élevé, soit 11 000 RSD (95,24 EUR), le 22 mai 2007 et son cours le plus bas, soit 620 RSD (5,36 EUR), le 4 mai 2009.
Le capital de Vital Vrbas est détenu à hauteur de 77,24 % par des entités juridiques, dont 68,54 % par Invej a.d..